# Таоско бучене
Таоското бучене е явление, включващо множество твърдения за постоянен и натрапчив нискочестотен звук, който не всички хора могат да чуят. Не е установено дали във всички известни случаи става дума за едно и също явление, като има различни хипотези за причината за него, включително форма на тинитус.